# Paula Arantzazu Ruiz Rodriguez
Paula Arantzazu Ruiz Rodríguez (Barcelona, 1979) és una periodista cultural i crítica de cinema barcelonina.

## Biografia
Paula Arantzazu Ruiz Rodríguez va obtenir el seu doctorat en Comunicació Social per la Universitat Pompeu Fabra de Barcelona, amb una tesi sobre el cinema de Yervant Gianikian i Angela Ricci Lucchi, De los teatros anatómicos a ‘Oh! Uomo’ de Yervant Gianikian y Angela Ricci Lucchi: Una arqueología de la mirada médica del cuerpo. Ha estat professora associada en la Universitat de Castella-la Manxa i exerceix la docència en la Universitat de Múrcia, mentre que com a periodista i crítica cinematogràfica ha estat redactora a La Razón en la seva edició a Catalunya, i col·labora o ha col·laborat de manera habitual a SensaCine, Cinemanía, Diari Ara, El País i La Vanguardia, entre otros medios.
En 2011 va ser membre del jurat de la secció internacional de Festival Internacional de Cinema d'Albacete, el 2021 ho va ser del jurat del Festival Internacional de Cinema de Rotterdam en la seva 50 edició, i en 2022 de la secció Nous cineastes del Festival Internacional de Cinema de Sant Sebastià. Entre les seves últimes publicacions es troben les obres col·lectives La paranoia contemporánea. El cine en la sociedad de control (Trea, 2019) i Cuerpos representados. Objetos de ciencia artísticos en España, siglos XVIII-XX (Sans Soleil, 2020).